# Berger des Pyrénées à face rase
Pour les articles homonymes, voir Berger des Pyrénées.
Le berger des Pyrénées à face rase est une race de chiens originaire de France. Historiquement utilisé dans les Pyrénées et notamment le piémont pyrénéen comme chien de conduite des troupeaux, la race, tout comme la variété à poil long, est utilisée durant la Première Guerre mondiale comme chien de liaison. Au XXIe siècle, le berger des Pyrénées à face rase est surtout utilisé comme chien de compagnie.
Le berger des Pyrénées à face rase est un petit chien de berger, au poil mi-long et lisse, sauf sur la face et les membres où il est plus court. La robe est grise, fauve, noire, bringée ou merle, avec ou sans panachure blanche.

## Historique

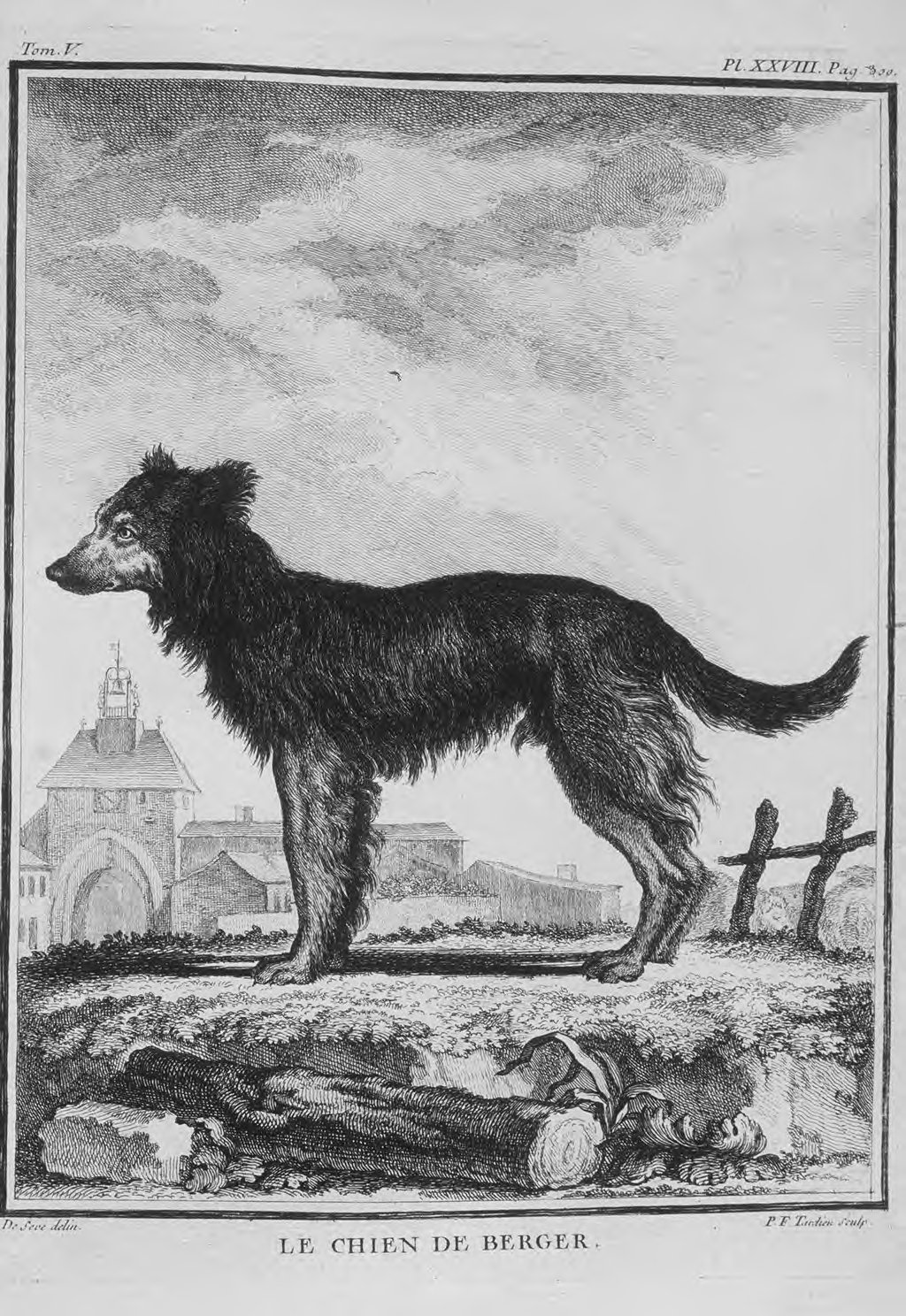
Le chien de berger de Buffon représente peut-être un berger des Pyrénées à face rase.

Les bergers des Pyrénées sont considérés comme une race très ancienne, peut-être l'une des plus anciennes races françaises de chien de berger. Toutefois, leur origine exacte n'est pas connue : ils sont probablement issus d'un ancêtre asiatique, comme tous les chiens de berger européens. Si l'illustration du « chien de berger » dans l’Histoire naturelle de Buffon est parfois considérée comme représentant un berger des Pyrénées à face rase, les bergers des Pyrénées sont pratiquement inconnus des milieux cynophiles jusqu'au début du XXe siècle. 
Originaire des Pyrénées, ces chiens sont alors utilisés comme chiens de conduite des troupeaux. Le type morphologique (taille et robe) varie énormément d'une vallée à l'autre, bien que son tempérament soit identique. Pendant la Première Guerre mondiale, des bergers des Pyrénées sont utilisés en grand nombre par l'armée comme chiens de liaison. 
Le berger des Pyrénées à face rase se trouvait essentiellement dans le piémont pyrénéen, où, selon M. Bernard Sénac-Lagrange en 1927, il est « très apprécié des maquignons et des toucheurs de bestiaux ». Les particularités de la variété à face rase ont rapidement formé une annexe au standard de la race dès les années 1920. Entre 1921 et 1925, le premier standard est rédigé.
Avec 535 inscriptions au Livre des origines français (LOF) en 2012, les bergers des Pyrénées, deux variétés confondues, représentent la neuvième race de chiens la plus populaire du groupe 1 « Chiens de berger et de bouvier (sauf chiens de bouvier suisses) ». 

## Standard

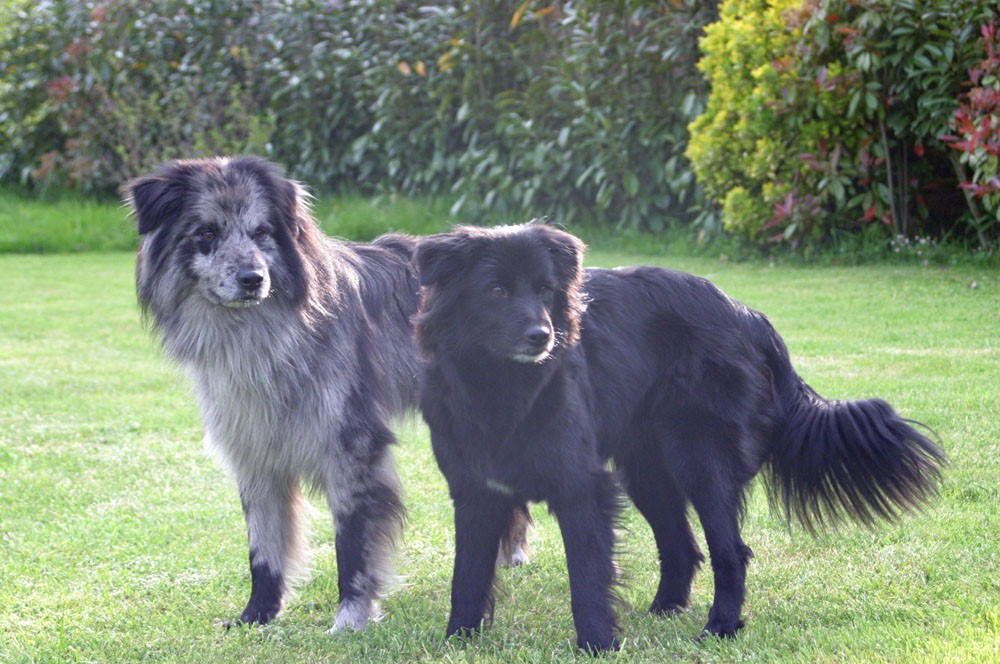
Deux bergers des Pyrénées à face rase, un arlequin et un noir et blanc.

Le berger des Pyrénées à face rase est un chien de petite taille, d'aspect léger et vif. La hauteur au garrot est de 40 à 54 cm pour les mâles et de 40 à 50 cm pour les femelles. Le standard de la Fédération cynologique internationale (FCI) indique qu'il « partage les mêmes caractéristiques que le berger des Pyrénées à poil long ». Cependant le corps est plus court que celui-ci et s'inscrit dans un carré. La distance du coude au sol est supérieure à la moitié de la hauteur au garrot. L'ossature est solide sans lourdeur et la musculature sèche. Attachée plutôt bas, la queue pas très longue forme un crochet à son extrémité ; si la législation l'y autorise, la caudectomie peut être appliquée. Les membres sont couverts d'un poil ras avec une légère frange aux antérieurs et une culotte aux postérieurs. Le pied est plus serré et plus cambré et les angulations plus ouvertes que celui du poil long. 
Le crâne est aussi long que large. Le museau, plus court que le crâne, est cependant un peu plus long que celui du berger des Pyrénées à poil long ou mi-long. La tête est garnie de poils courts et fins. Elle est de forme triangulaire, avec un stop peu marqué. Les yeux de couleur brun foncé sont légèrement en amande. Les yeux vairons sont admis pour les sujets merles. Assez courtes et modérément larges à la base, les oreilles sont de forme triangulaire, terminées en pointe et très mobiles. Elles peuvent être partiellement dressées ou tombantes.
Le poil est plus court et plus fin que celui du poil long. Sur le cou et au garrot, le poil mesure de six à sept centimètres, et sur la ligne médiane du dos, quatre à cinq centimètres. Les couleurs admises de la robe sont le gris, le fauve dans toutes les nuances, le noir ainsi que le bringé et le merle (ou arlequin). Les panachures blanches sont admises en quantité assez importante pour la robe noire, en quantité très limitée pour les autres couleurs.

## Caractère
Le standard FCI de la race décrit le berger des Pyrénées à face rase comme vif, malléable et parfois méfiant envers les étrangers. Il supporte mal la solitude. Les bergers des Pyrénées en général sont considérés comme des chiens dynamiques, intelligents, joyeux, fidèles à leur maître et aimant jouer avec les enfants. 

## Utilité

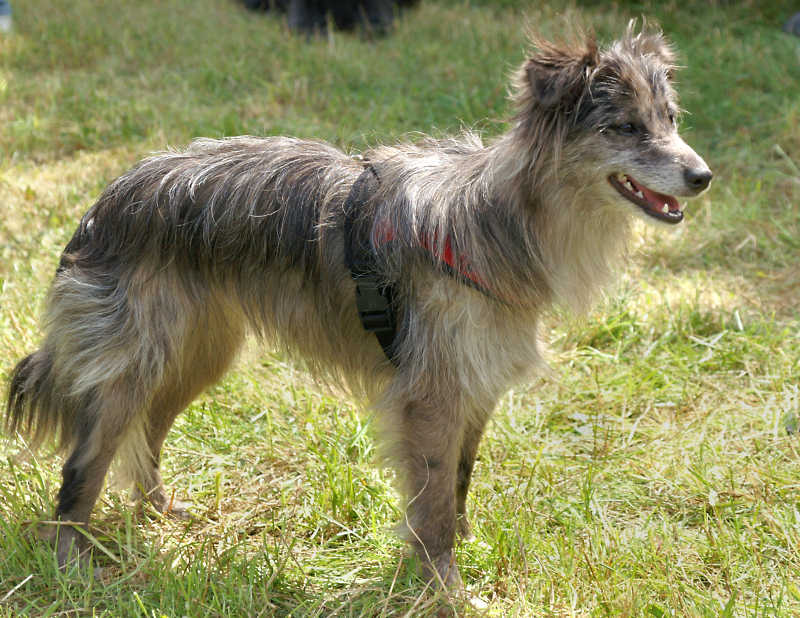
Le berger des Pyrénées à face rase, comme ce sujet gris doté d'un harnais, est à présent plus souvent utilisé comme chien de compagnie.

Le chien de berger des Pyrénées est un chien de berger utilisé comme chien de conduite des troupeaux, sélectionné pour travailler dans les alpages loin de son maître et faisant donc preuve d'initiatives. Il est à présent bien plus utilisé comme chien de compagnie et son caractère vigilant et méfiant avec les étrangers lui confère des aptitudes comme chien de garde. C'est une race très dynamique qui demande de l'exercice physique, ce qui ne convient pas aux personnes sédentaires.

## Entretien
Le berger des Pyrénées à face rase est un chien qui prend facilement de l'embonpoint. Il peut être sujet à des problèmes de peau liés généralement à un mode de vie trop sédentaire.